# Prunus trichantha
Prunus trichantha är en rosväxtart som beskrevs av Emil Bernhard Koehne. Prunus trichantha ingår i släktet prunusar, och familjen rosväxter. Inga underarter finns listade i Catalogue of Life.